# Rafał Dobek
Rafał Dobek (ur. 1973) – polski historyk i europeista, doktor habilitowany nauk humanistycznych, nauczyciel akademicki Uniwersytetu im. Adama Mickiewicza w Poznaniu.

## Życiorys
W 2002 na podstawie rozprawy pt. Raymond Aron - dialog z historią i polityką uzyskał w Instytucie Historii Uniwersytetu im. Adama Mickiewicza stopień naukowy doktora nauk humanistycznych (dyscyplina: historia, specjalność: historia najnowsza). Tam też na podstawie dorobku naukowego oraz rozprawy pt. Paryż, 1871 otrzymał w 2014 stopień naukowy doktora habilitowanego nauk humanistycznych (dyscyplina: historia, specjalność:historia  powszechna XIX w.).
Został adiunktem w Instytucie Historii UAM w Zakładzie Kultury i Myśli Politycznej. Jego zainteresowania naukowe to historia Francji XIX i XX wieku oraz historia idei politycznych, w tym w szczególności liberalizmu.
Był działaczem i członkiem władz Unii Demokratycznej i Unii Wolności. Został liderem wielkopolskiej Rady Programowej partii Nowoczesna.
Sekretarz generalny Poznańskiego Towarzystwa Przyjaciół Nauk.

## Książki
- Raymond Aron – dialog z historia i polityką, Wydawnictwo Poznańskie, Poznań 2006. ISBN 83-7177-245-9
- Leksykon polityków wszech czasów, Wyd. Publicat SA, Poznań 2008. ISBN 978-83-245-1501-1 (współautorstwo Paweł Lisiewicz, Stanisław Zasada)
- Pierre-Joseph Proudhon, Instytut Historii UAM, Poznań 2013.
- Paryż, 1871, Wydawnictwo Poznańskie, Poznań 2013.